# Téléphérique de Caracas
Ne doit pas être confondu avec Métrocable (Caracas).
Le téléphérique de Caracas ou téléphérique Warairarepano, en espagnol teleférico de Caracas et teleférico Warairarepano est une remontée mécanique du Venezuela de type télécabine reliant Caracas, la capitale, à Macuto, une ville sur la côte de la mer des Caraïbes, via le Cerro El Ávila, un sommet de la cordillère de la Costa dans le parc national El Ávila. Inauguré en 1955, il est reconstruit à partir de 2000.

## Parcours

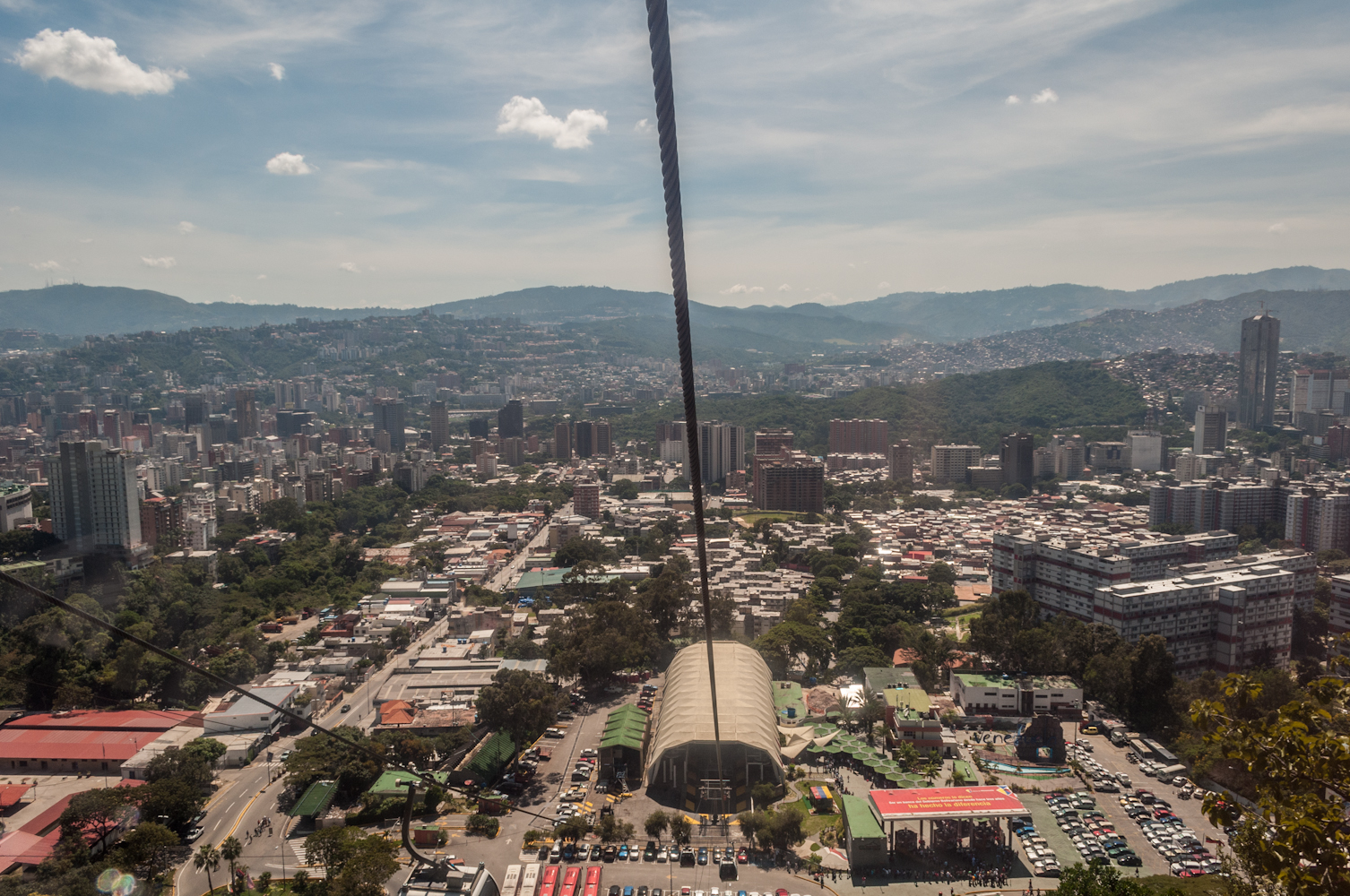
Vue aérienne de Caracas et de la gare de départ depuis une cabine.

La télécabine relie Caracas, la capitale du Venezuela située à l'intérieur des terres, à Macuto, une petite ville côtière située sur la mer des Caraïbes. Entre les deux s'élève la cordillère de la Costa, une chaîne de montagnes culminant à plus de 2 000 mètres d'altitude.
La remontée mécanique débute à Caracas, sur le rebord septentrional de l'agglomération, à l'intersection des avenues Boyacá et Principal Maripérez, au pied des montagnes. Les cabines gagnent très vite de l'altitude en empruntant plusieurs pylônes. Cette première section longue de 3,5 kilomètres pour un dénivelé de près de 1 000 mètres est parcourue en environ quinze minutes. Au Cerro El Ávila, à 2 100 mètres d'altitude, se trouve une gare intermédiaire qui dessert l'hôtel Humboldt (es) et le parc national El Ávila. De là, par beau temps, le point de vue permet une vue panoramique sur Caracas et la mer des Caraïbes.
La télécabine redescend ensuite de l'autre côté des montagnes en direction du littoral et arrive à Macuto, sur la subida Teleférico, à environ 120 mètres d'altitude soit près de 2 000 mètres de dénivelé. Dans ce secteur, la côte est constituée de plages bordées d'hôtels, de résidences et de restaurants.

## Caractéristiques
La remontée mécanique est une télécabine constitué de deux sections séparées par une gare intermédiaire.

## Histoire
Inaugurée le 29 septembre 1955, la remontée mécanique est à l'origine un téléphérique, qui est fermé à la fin des années 1970 et rouvert plusieurs fois en 1986, en 1988 et en 1990. En 2000, l'État vénézuélien concède l'exploitation du téléphérique à la société Inversora Turística Caracas sous condition qu'elle le reconstruise. Les travaux qui transforment la remontée en télécabine ne concerneront finalement que la section de Caracas au Cerro El Ávila, ce qui décide le gouvernement à reprendre le contrôle de la remontée mécanique et à engager les travaux de la seconde section. La rénovation de la télécabine va de pair avec la reconstruction de l'hôtel Humboldt sur le Cerro El Ávila et la redynamisation du parc national El Ávila créé en 1958.

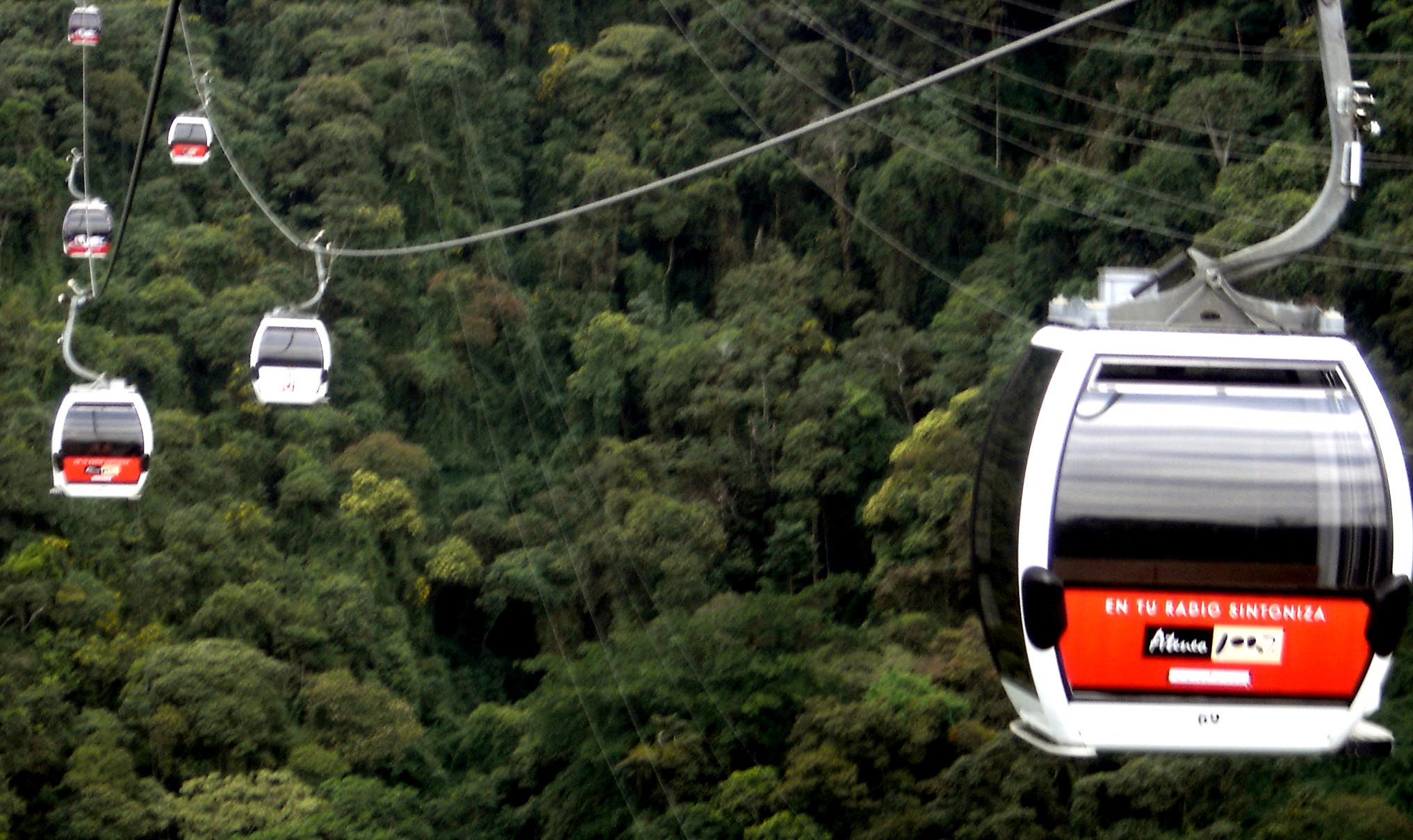
Les cabines de la remontée depuis la rénovation de 2000.

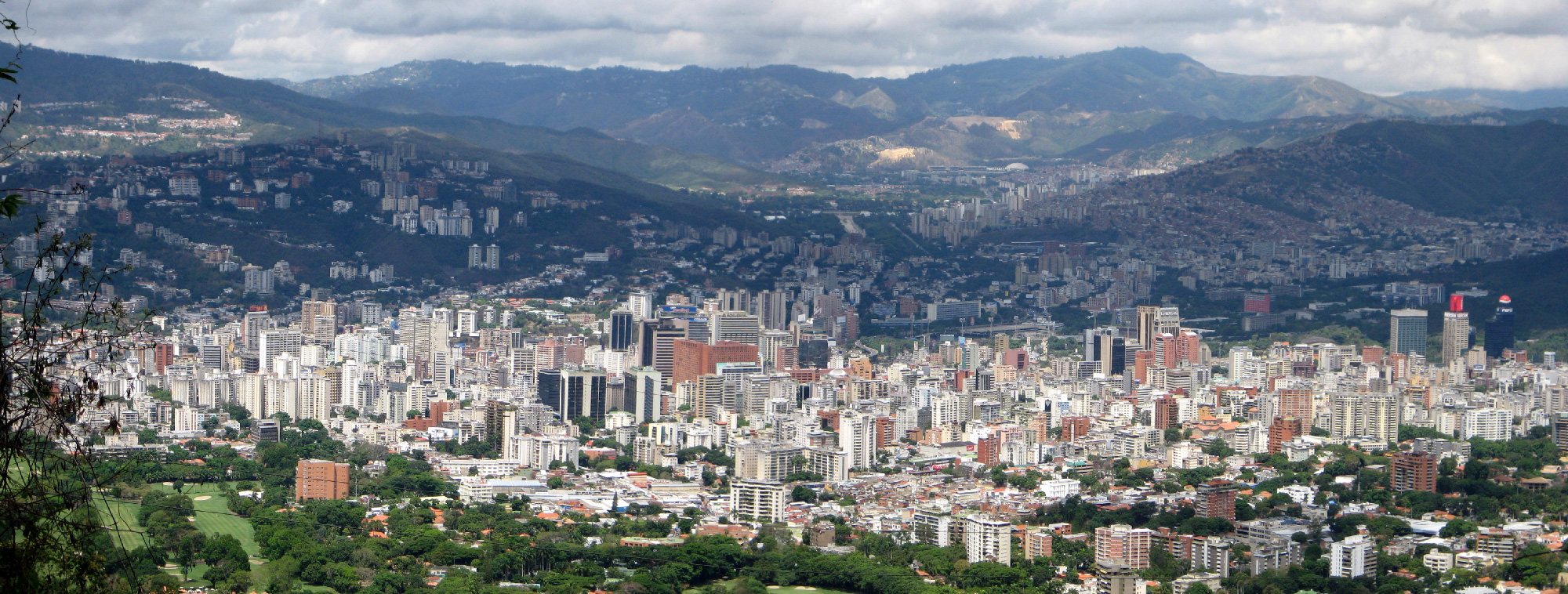
Vue de Caracas depuis le Cerro El Ávila, lieu de la gare intermédiaire.

## Référence
- (es) Cet article est partiellement ou en totalité issu de l’article de Wikipédia en espagnol intitulé « Teleférico de Caracas » (voir la liste des auteurs).